# Вахенхайм-ан-дер-Вайнштрасе
Вахенхайм-ан-дер-Вайнштрасе (нем. Wachenheim an der Weinstraße) — город в Германии, в земле Рейнланд-Пфальц.
Входит в состав района Бад-Дюркхайм. Подчиняется управлению Вахенхайм-ан-дер-Вайнштрасе. Население составляет 4680 человек (на 31 декабря 2010 года). Занимает площадь 24,97 км². Официальный код — 07 3 32 046.
Город известен предприятиями виноделия. 

## География
Вахенхайм расположен в Среднем Хаардте на восточной окраине Пфальцского леса.

## История

### Античность
Первые следы поселения в районе Вахенхайма относятся к раннему железному веку (550 г. до н.э. - 1). В это время кельты селились в районе равнины Верхнего Рейна. Около 60 года до н.э. германские племена, предположительно неметы, вторглись в регион и вытеснили кельтов. Римляне вмешивались в споры между германскими народами и кельтами, а после их победы над Ариовистом (57 г. до н.э.) покорил неметов и правил регионом в течение следующих 400 лет. Под римским влиянием было улучшено растениеводство, а также началось выращивание фруктов и винограда. Предположительно, через то, что сейчас является муниципальным районом Вахенхайма, проходила римская дорога: из Мюссбаха вдоль Хаардта и через рейнский Гессен в Бинген.
После краткого вторжения гуннов около 450 года нашей эры алеманны продвинулись в этот район, хотя к концу V века они были изгнаны из региона франками.

### Средневековье
Первое документальное упоминание Вахенхайма – как Вакенхайма – датируется каролингскими временами и находится в кодексе Лорша. Там 30 марта 766 года отмечается дарение виноградника Вахенхайм.

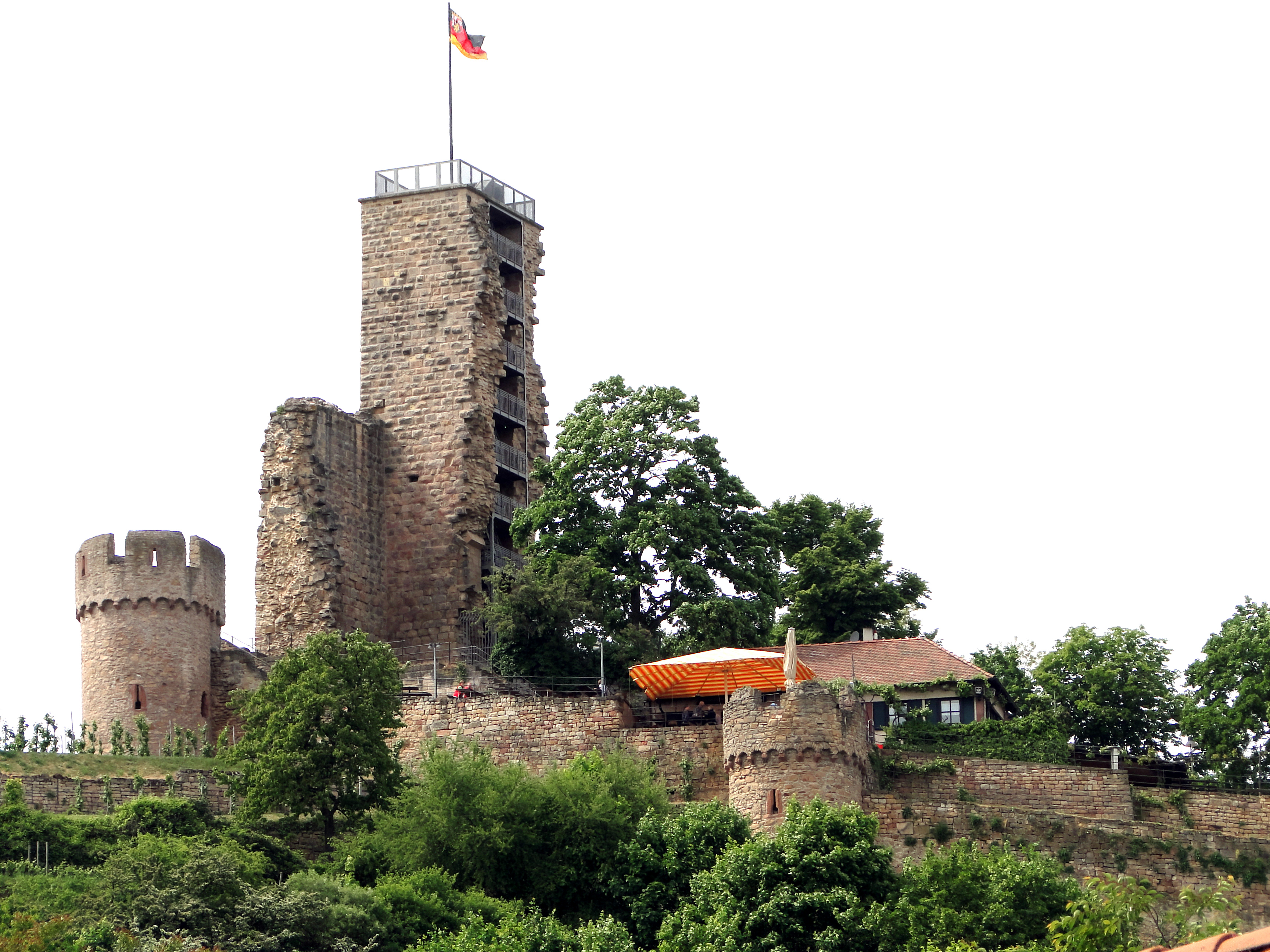
Вахенхайм-ан-дер-Вайнштрасе

В 11 веке лордами Вахенхайма были салианцы. После смерти императора Генриха V город перешел к дому Гогенштауфенов. С этого времени начинается замковый комплекс, который в настоящее время представляет собой только руины, но который когда-то принадлежал к системе замков, запланированных и построенных Гогенштауфенами.
24 июня 1341 года император Людовик Баварский даровал Вахенхайму городские права. В 1436 году сын императора Рупрехта III (1398-1410) герцог Стефан построил монетный двор, который действовал до 1471 года. В том же году Вахенхайм, до сих пор находившийся во владении герцога Людовика Черного, был захвачен Фридрихом I, курфюрстом Палатинским. Во время этого завоевания замок Вахенхайм был сожжен и в основном разрушен, и только частичная реконструкция произошла позже. Замок и город пережили войну за баварско-пфальцское наследство, выйдя относительно невредимыми. Во время Немецкая крестьянская война, замок использовался мародерствующими крестьянами в качестве базы для своих набегов.

### Современное время
Во время Тридцатилетней войны, начиная с 1621 года, Вахенхайм был оккупирован испанскими войсками, которые были вытеснены в 1631 году шведскими войсками при короле Густаве II Адольфе. После поражения шведов в 1634 году мало что известно о последующих годах. Есть, однако, указания на то, что горожанам несколько раз приходилось бежать в близлежащий Харденбург (замок) близ Дюркгейма.
Даже после Тридцатилетней войны регион снова был охвачен войной. Одним из ярких событий была Девятилетняя война (известная в Германии как Pfälzischer Erbfolgekrieg, или война за Пфальцское наследство, 1688-1697), в ходе которой Вахенхайм был полностью сожжен.
В 18 веке Вахенхайм был построен заново и развивался благоприятно. Во времена французской революции 1794 году французские войска вторглись в деревню и разграбили ее. После этого и до 1815 года Вахенхайм принадлежал департаменту Мон-Тоннер (или Доннерсберг по-немецки), округу Шпейер и кантону Дюркгейм (без умляута) во Французской империи. Во время франко-прусской войны и Первой мировой войны Вахенхайм был избавлен от дальнейшего разрушения и был оккупирован Францией, пока французы не вышли из Рейнской области 1 июля 1930 года.
В конце Второй мировой войны, 18 марта 1945 года, части Старого города были разрушены несколькими воздушными налетами.

## Достопримечательности
- Замок Вахтенбург